# Gencsapáti
Gencsapáti är en ort i Ungern.   Den ligger i provinsen Vas, i den västra delen av landet, 190 km väster om huvudstaden Budapest. Gencsapáti ligger 228 meter över havet och antalet invånare är 2 580.
Terrängen runt Gencsapáti är platt. Runt Gencsapáti är det tätbefolkat, med 790 invånare per kvadratkilometer. Närmaste större samhälle är Szombathely, 6,3 km söder om Gencsapáti. Trakten runt Gencsapáti består till största delen av jordbruksmark.